# ペーシンニョシュ・ダ・オルタ

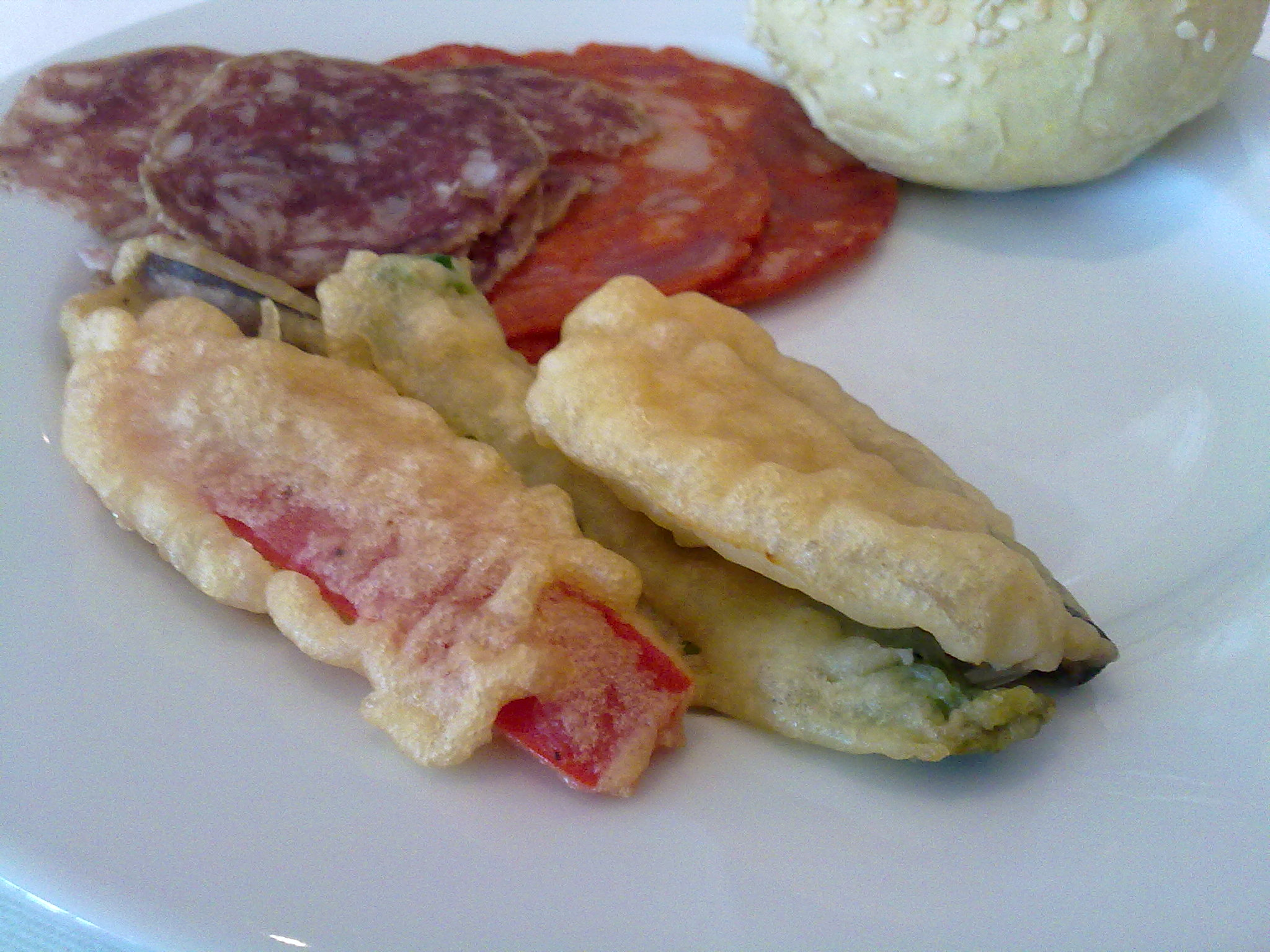
ペーシンニョシュ・ダ・オルタ

ペーシンニョシュ・ダ・オルタ(peixinhos da horta,[pɐjˈʃĩɲuʒ ðɐ ˈɔɾtɐ])は伝統的なポルトガル料理である。料理名を直訳すると「野菜畑の小魚」となり、この料理の見た目が色とりどりの魚の小片に似ていることに由来する。この料理は16世紀にポルトガルの船乗りアントニオ・ダ・モタ、フランシスコ・ゼイモト、アントニオ・ペイショトあるいはポルトガル人宣教師によって日本に紹介され、その後代表的な日本料理である天ぷらに発展した。

## 作り方
ペーシンニョシュ・ダ・オルタは通常、インゲン豆に小麦粉ベースの衣をつけて揚げる。ピーマンやカボチャなどの他の野菜も使われる。